# 约瑟夫·洛希尼亚
约瑟夫·洛希尼亚（1963年4月13日—），斯洛伐克男子摔跤运动员。他曾代表捷克斯洛伐克、斯洛伐克参加1988年、1992年和1996年夏季奥林匹克运动会摔跤比赛，其中1988年奥运会获得一枚铜牌。